# داريوس نواك
داريوس نواك (بالبولندية: Dariusz Nowak) هو مجدف بولندي، ولد في 23 أبريل 1978 في فوتسوافك في بولندا.

## وصلات خارجية
- داريوس نواك على موقع الاتحاد الدولي للتجديف (الإنجليزية)
- داريوس نواك على موقع اللجنة الأولمبية الدولية (الإنجليزية)
- داريوس نواك على موقع أوليمبيديا (الإنجليزية)
- داريوس نواك على موقع اللجنة الأولمبية البولندية (مؤرشف) (البولندية)